# Hatun Sürücü
Hatun „Aynur“ Sürücü (* 17. Januar 1982 in West-Berlin; † 7. Februar 2005 in Berlin) war eine Deutsch-Kurdin, die einem sogenannten Ehrenmord zum Opfer fiel.
Sie wurde an einer Bushaltestelle in Berlin-Tempelhof von einem ihrer Brüder durch drei Kopfschüsse getötet.
Ihr Tod sorgte bundesweit für Entsetzen und löste eine Debatte über Zwangsehen und Wertvorstellungen von in Deutschland lebenden muslimischen Familien aus.

## Leben
Ihr Vater Kerem Sürücü (1940–2007) war Gärtnergehilfe und stammte aus dem Dorf Uzunark in Pasinler, Provinz Erzurum (Türkei). Ihre Mutter Hanım Sürücü stammt aus dem Nachbardorf Marifet. Sie siedelten Anfang der 1970er Jahre nach Berlin (West) um. Acht ihrer insgesamt neun Kinder wurden in Deutschland geboren, Hatun Sürücü wuchs mit fünf Brüdern und drei Schwestern in Kreuzberg auf. Sie war das fünfte Kind der Sürücüs und ihre erste Tochter. Nachdem sie sich in der Pubertät immer mehr gegen ihre Familie aufgelehnt hatte, meldete ihr Vater sie nach der 8. Klasse des Robert-Koch-Gymnasiums in Kreuzberg ab. Im Alter von 16 Jahren wurde sie mit ihrem Cousin Ismail in Istanbul zwangsverheiratet, von ihm wurde sie 1999 schwanger. Nach einem Streit mit ihm und seiner strenggläubigen Familie kehrte sie alleine nach Berlin zurück, wo sie ihren Sohn Can (türk. „Seele“, „Leben“) zur Welt brachte. Sie selbst gab sich den Rufnamen Aynur, was „Mondlicht“ bedeutet oder „jemand, der so hell leuchtet wie der Mond“.
Im Oktober 1999 zog Sürücü aus der Wohnung ihrer Eltern in Kreuzberg beim Kottbusser Tor aus, legte ihr Kopftuch ab und fand in einem Wohnheim für minderjährige Mütter Zuflucht. Dort holte sie ihren Hauptschulabschluss nach. Zugleich suchte sie psychotherapeutische Unterstützung. Später bezog sie eine eigene Wohnung in Berlin-Tempelhof und begann eine Lehre als Elektroinstallateurin. Sie beendete die Lehre erfolgreich und stand 2005 nur wenige Tage vor dem Abschluss ihrer Gesellenprüfung. Unmittelbar danach wollte sie auf Grund eines Jobangebots nach Freiburg ziehen und später ihr Fachabitur machen. Da sie nach wie vor von ihrer Familie akzeptiert werden wollte, hielt sie weiterhin Kontakt zu Eltern und Geschwistern.
Hatun Sürücü wurde als „immens freundlich“, „selbstbewusst“, „sehr eigenständig“, ebenso als eine liebende Mutter und gläubige Muslimin beschrieben. In ihrer Siedlung und an ihrer Arbeitsstelle wurde sie sehr geschätzt. Bei ihrer Betreuerin im Jugendamt drängte sie darauf, dass im Falle ihres Todes ihr Sohn Can nicht von der Familie Sürücü, sondern von Pflegeeltern aufgezogen werden sollte. „Sie hatte so unglaublich viel Kraft“, sagte eine Sozialarbeiterin.

## Ermordung

### Tathergang
Nach Angaben ihres Bruders Ayhan Sürücü besuchte dieser sie am Abend des 7. Februar 2005 in ihrer Wohnung. Es kam zum Streit, dennoch begleitete sie ihn nach draußen und auf den Weg zur Bushaltestelle an der Tempelhofer Oberlandstraße. Dort fragte er sie: „Bereust du deine Sünden?“ und tötete sie daraufhin mit drei Kopfschüssen. Am 14. Februar 2005 nahm die Polizei drei ihrer Brüder als Tatverdächtige fest. Die Ermittler vermuteten als Tatmotiv einen sogenannten „Ehrenmord“, nachdem sie erfahren hatten, dass Sürücü ihren Ehemann wie ihre Familie verlassen und sich entschlossen hatte, ein selbständiges Leben zu führen. Zuvor hatte Sürücü der Polizei mehrmals gegen sie gerichtete Morddrohungen gemeldet, erhielt aber keinen Schutz.

### Reaktionen
In der Öffentlichkeit wurde der Mordfall sofort mit sechs weiteren Tötungsdelikten in Berlin seit Oktober 2004 in Verbindung gebracht, bei denen man als Tatmotiv einen „Ehrenmord“ an einer Frau vermutete.
Weitere Aufmerksamkeit erregte der Fall durch die Diskussion in einer achten Klasse der Thomas-Morus-Oberschule in Berlin-Neukölln, in der drei Schüler den Mord billigten („Die hat doch selbst Schuld. Die Hure lief rum wie eine Deutsche“), woraufhin der Schuldirektor Volker Steffens einen offenen Brief schrieb, der in den meisten Klassen vorgelesen wurde („Diese Schüler zerstören den Frieden des Schullebens, wenn sie den Mord gutheißen. Wir dulden keine Hetze gegen die Freiheit.“). Damit löste er eine bundesweite Reaktion in den Medien und eine erneute Diskussion über ein Pflichtfach Wertekunde an Berliner Schulen aus. Bundespräsident Horst Köhler dankte Steffens in einem Brief vom Juli 2005 für sein Engagement und merkte an: „Ein falsches Verständnis von Toleranz, Harmoniestreben oder mangelnde Courage dürfen nicht dazu führen, dass grundlegende Regeln des Zusammenlebens in unserer Gesellschaft außer Kraft gesetzt werden“. Die Schüler erhielten eine Abmahnung.
Am 22. Februar 2005 fand am Tatort eine Mahnwache statt, an der etwa 100 Menschen mit und ohne Migrationshintergrund teilnahmen. Zu ihr hatte der Berliner Lesben- und Schwulenverband aufgerufen. Eine weitere, von Politikern und Künstlern initiierte Mahnwache fand am 24. Februar statt. Politiker und Frauenrechtlerinnen forderten von türkischen und islamischen Verbänden in Deutschland eine klare Stellungnahme zum Thema „Ehrenmord“. Am 5. März demonstrierten mehr als tausend Menschen, aufgerufen von Terre des Femmes und fast allen Berliner Frauenverbänden innerhalb und außerhalb der Parteien, beim Rathaus Neukölln gegen den „Ehrenmord“. Beim Internationalen Frauentag am 8. März 2005 wurde in vielen deutschen Städten gegen die Ermordung Sürücüs und gegen das Verbrechen sogenannter Ehrenmorde protestiert. Der kurdischstämmige Politiker Giyasettin Sayan warf den Veranstaltern vor, dass keine Kurden-Vertreter eingeladen worden seien. Sayan äußerte: „Wir sind alle aus der Türkei, aber wir sind nicht alle Türken.“ – selbst wenn eine Differenzierung die tatsächlichen Türken entlasten würde.
Das Motto „Vergesst niemals Hatun!“ Kampagne gegen Ehrenmorde wurde am Internationalen Frauentag 2006 in Köln zum Leitmotiv einer Konferenz von muslimischen Frauenrechtlerinnen, die von Terre des Femmes, Women’s Liberation – Iran, No Shari’a – International Campaign Against Shari’a Court in Canada und dem Internationalen Komitee gegen Steinigung unterstützt wurde. Am zweiten Todestag 2007 organisierte die Berliner Landtags-Fraktion der Grünen eine Mahnwache am Tatort. Bei dieser Gedenkfeier war kein Vertreter der türkischen Vereine anwesend, was von deren Seite nachträglich bedauert wurde.

## Gedenkstein

Gedenkstein an der Ecke Oberlandstraße / Oberlandgarten mit Kränzen und Blumen zum 10. Todestag im Februar 2015

Trotz eines Beschlusses der Bezirksverordnetenversammlung Mitte 2006 war 2007 noch keine Gedenktafel an ihrer Wohnung angebracht worden. Blumen und andere Andenken am Tatort entfernten Unbekannte regelmäßig noch in derselben Nacht. Auch am dritten Jahrestag ist auf einer Mahnwache das Fehlen einer Gedenktafel kritisiert worden. Die Hausverwaltung hatte sich zwar grundsätzlich mit einer Gedenktafel einverstanden erklärt, wollte diese aber nur in etwa 100 Meter Entfernung vom Tatort dulden.
Nach einer Initiative des damaligen Bezirksbürgermeisters Ekkehard Band (SPD) wurde im Juni 2008 ein Felsstein mit einer Gedenktafel vor dem Haus an der Hausecke Oberlandstraße / Oberlandgarten (Lage) aufgestellt. Darauf steht in Deutsch und Türkisch folgender Text: „Hier wurde Hatun Sürücü (geb. 1982) am 7. Februar 2005 ermordet, weil sie sich Zwang und Unterdrückung ihrer Familie nicht unterwarf, sondern ein selbstbestimmtes Leben führte. Zum Gedenken an sie und die weiteren Opfer von Gewalt gegen Frauen in dieser Stadt.“ Die Bezirksverordnetenversammlung Tempelhof-Schöneberg beschloss nach langer Debatte einstimmig den Text. Allerdings wies die Gedenktafel zunächst ein falsches Geburtsjahr aus (1983 statt 1982), das Datum wurde 2013 berichtigt.
Nach dem Mord zogen bald alle Mieter aus dem Wohnhaus aus, das später renoviert wurde.

## Familie
Im Sommer 2006 wurde die damals 16-jährige Schwester Songül Sürücü von der Eberhard-Klein-Schule abgemeldet, da sie freiwillig in die Türkei ziehe. Nach Aussage von Pädagogen wirke die Angabe der Freiwilligkeit unglaubhaft, da sie sich während des Gerichtsprozesses „bei einer Pädagogin erkundigt hatte, wie sie von zu Hause ausbrechen könne“. Hatun Sürücüs Sohn Can lebte bis zur Volljährigkeit bei einer Pflegefamilie. Hatun Sürücüs Schwester Arzu Sürücü gab bekannt, dass sie das Sorgerecht für Can beantragen werde. Falls das Familiengericht den Antrag ablehne, solle der leibliche Vater, der in Istanbul lebt, das Sorgerecht erhalten. Politiker aller Fraktionen des Berliner Abgeordnetenhauses wie Özcan Mutlu (Bündnis 90/Die Grünen), Giyasettin Sayan (Linkspartei.PDS), Berlins Jugendsenator Klaus Böger (SPD) und Friedbert Pflüger (CDU) kritisierten die Absicht von Familie Sürücü, das Sorgerecht zu beantragen. Am 20. Dezember 2006 lehnte das Amtsgericht Tempelhof-Kreuzberg den Antrag der Schwester der Ermordeten auf das Sorgerecht für den Sohn ab. Die dagegen eingelegte Beschwerde wurde am 24. Juli 2007 vom Landgericht Berlin zurückgewiesen.

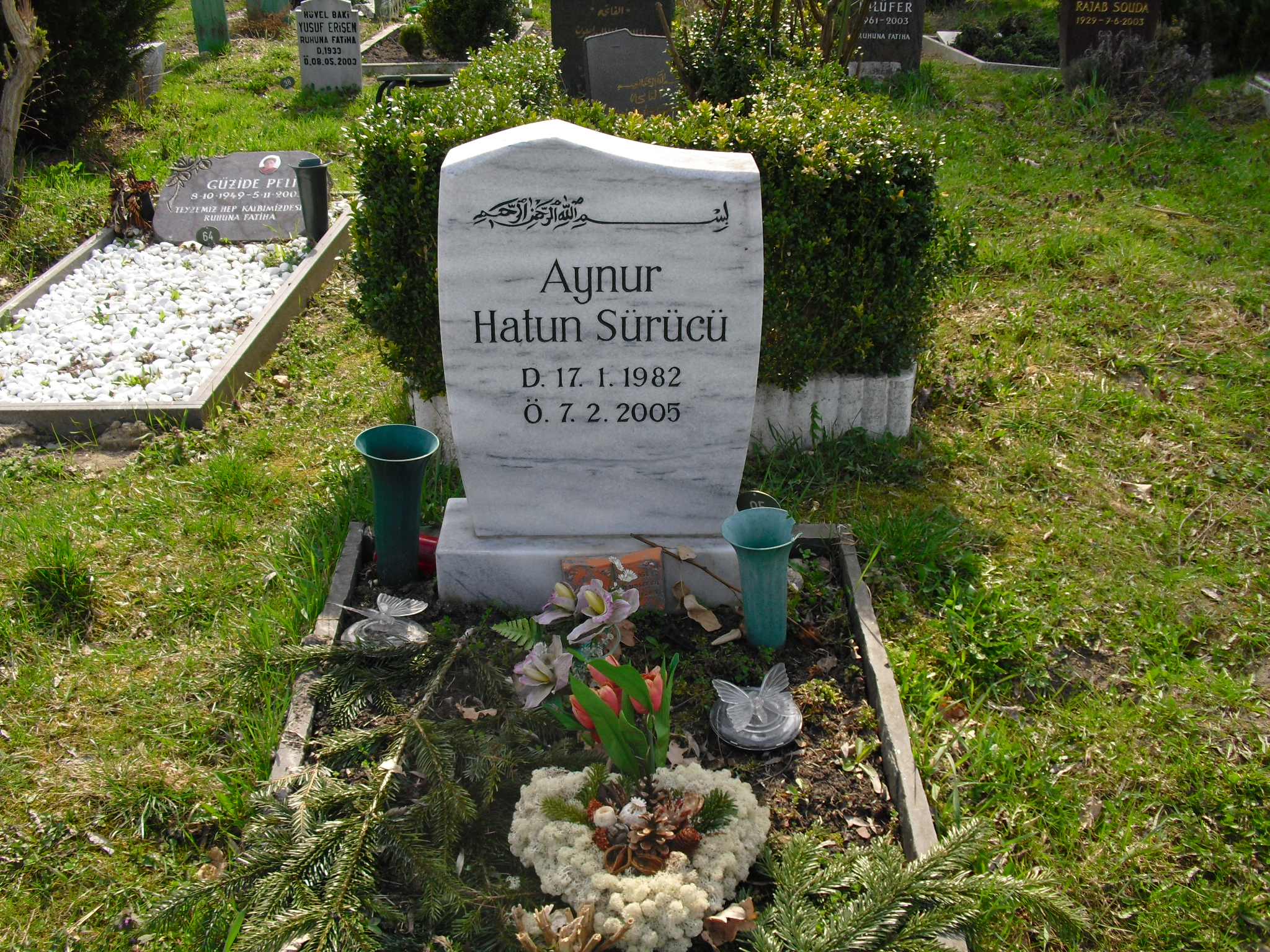
Hatun Sürücüs Grabstein auf dem Landschaftsfriedhof Gatow

Vier Jahre nach dem Begräbnis, im März 2009, wurde bekannt, dass die Kosten für den Grabstein Hatun Sürücüs von der Familie noch nicht beglichen worden waren. Das Grab befindet sich auf dem islamischen Teil des Landschaftsfriedhofes Gatow, Abschnitt C, Abteilung 14, Grabstelle 95. Es wird nicht gepflegt (Stand 2015).
Giyasettin Sayan, Abgeordneter im Berliner Parlament und flüchtlingspolitischer Sprecher der Partei Die Linke, wies im August 2011 erneut darauf hin, dass die Brüder Ayhan, Mutlu und ihr Vater eine ideologische Indoktrination in der Ashab-ı-Kehf-Moschee in Berlin-Gesundbrunnen erhalten hätten. Einige Mitglieder dieser kleinen Gemeinde hatten sich mit dem aus Deutschland ausgewiesenen Prediger Metin Kaplan solidarisiert, insgesamt gelten deren Mitglieder als „extreme Ideologen“. Ayhan Sürücü nahm zudem an Veranstaltungen der inzwischen verbotenen islamistischen Organisation Hizb ut-Tahrir teil. Erst in der Haft schloss Ayhan Sürücü seine erste Freundschaft mit einem Deutschen. Er selbst sieht sich als einen „ganz normale[n] Moslem, der seine Religion lebt und mit seinen Mitmenschen auskommen will“. In der Haftanstalt ließ er sich zum Insassensprecher wählen.

## Gerichtsverfahren

### Erster Prozess
Im Juli 2005 erhob die Berliner Staatsanwaltschaft Anklage gegen die drei Brüder der Getöteten wegen gemeinschaftlichen Mordes, wobei sie ihnen niedrige Beweggründe und eine heimtückische Vorgehensweise zur Last legte.
Das Motiv war laut den Ermittlungen gekränkte Familienehre. Die Brüder hätten sich für die Schwester geschämt, die eigenständig lebte und kein Kopftuch trug. Auch hätten sie befürchtet, sie würde ihren Sohn nicht gemäß den Traditionen erziehen. Der älteste Angeklagte Mutlu (* 1980) soll die Waffe besorgt und der mittlere Bruder Alpaslan (* 1981) in Tatortnähe „moralischen Beistand“ geleistet haben.
Am 14. September 2005 gestand der jüngste Bruder Ayhan (* 1986) den Mord. Am 9. März 2006 versuchte er, während eines Gefangenentransports zu entkommen. Dies war der erste Fluchtversuch aus einem Gefangenentransport in Berlin seit 1987. Am 5. April 2007 wurde Ayhan Sürücü erneut verurteilt und erhielt drei Monate Haftverlängerung wegen einer Schlägerei in der Jugendstrafanstalt, Gefangenenmeuterei und Drogenbesitz.
Prozessbeobachter wie Rechtsanwältin Ulrike Zecher und Soziologin Necla Kelek werten das Tatgeständnis des jüngsten Bruders als Taktik, um die Familie als verantwortliche Ordnungsmacht zu entlasten. Auch der Sozialwissenschaftler Ahmet Toprak geht davon aus, dass die ganze Familie in den Fall involviert war. Ihr Kollege Werner Schiffauer bestreitet hingegen das Tatmotiv „Ehrenmord“, das er für zu undifferenziert hält.
Am 11. Februar 2005 erhielt Ayhan von seinem Vater eine goldene Armbanduhr geschenkt. Nach Aussage der Ermittler werde in strenggläubigen muslimischen Familien eine Uhr als Geschenk des Vaters für den Sohn als belohnend und aufwertend gesehen. Jedes Mal, wenn die Hauptzeugin und ihre Mutter mit Bodyguards und Schusswesten den Gerichtssaal betraten, krempelte der Angeklagte Ayhan Sürücü den Ärmel hoch und zeigte demonstrativ seine goldene Armbanduhr. Die Tageszeitung Die Welt schrieb 2006, Ayhan Sürücü sei „bei vielen jungen Türken und Kurden längst zum Idol geworden“, in der Jugendstrafanstalt Kieferngrund habe er bei anderen Insassen eine „Märtyrerposition“. Er wurde „von vielen muslimischen Insassen als Held verehrt“.
Die Verteidigung versuchte, die Glaubwürdigkeit der Hauptzeugin Melek (* 1987) mit einer mehr als zehnstündigen Befragung und Gutachten zu erschüttern, um die These der Alleintäterschaft zu erhärten. Die Hauptzeugin und auch ihre Mutter stehen unter einem Zeugenschutzprogramm. Allein durch die Aussage von Melek, zur Tatzeit die Freundin des geständigen Ayhan Sürücü, war die Staatsanwaltschaft in der Lage, Anklage zu erheben. Richter Michael Degreif bescheinigte ihr zwar in seiner Urteilsbegründung, dass sie „im Prinzip eine glaubhafte Zeugin“ sei. Doch der Vorsitzende begründete den Freispruch der beiden älteren Brüder ausschließlich damit, dass die Aussagen der Zeugin nicht ausreichten, den Beweis für die Täterschaft der Mitangeklagten zu erbringen. Prozessbeobachter kritisierten dagegen einen Mangel an Gründlichkeit der Prozessführung von ihm und vor allem von seinem Vorgänger Heinz-Peter Plefka, der im Dezember 2005 in den vorzeitigen Ruhestand ging. Erst gegen Ende des Prozesses wurde zunehmend Kritik an der nachlässigen Prozessführung geäußert. So wurde etwa kritisiert, dass Hinweisen auf die Anwendung von sexualisierter Gewalt gegenüber Hatun Sürücü nicht nachgegangen wurde und bei der Verhandlung offen ausgestoßene Drohungen der Angeklagten nicht angemessen vom Vorsitzenden Richter reglementiert wurden. Neclá Kelek erhob den schwersten Vorwurf: „… das Gericht [hätte], wenn es sich genauer mit der Tat und den Motiven beschäftigt hätte, durchaus mit den Mitteln der Strafprozeßordnung zu weiteren Erkenntnissen kommen können, als nur den reinen Tathergang zu rekonstruieren.“
Nach Aussage der Berliner Landtagsabgeordneten Evrim Baba (Frauenpolitische Sprecherin der Linkspartei.PDS im Berliner Abgeordnetenhaus) müsse Melek nun ihr Leben lang damit rechnen, dass ihr etwas zustoße.

### Urteil
Am 13. April 2006 verurteilte das Berliner Landgericht den jüngsten Angeklagten Ayhan Sürücü zu einer Jugendstrafe von neun Jahren und drei Monaten und sprach die beiden mitangeklagten älteren Brüder, Alpaslan und Mutlu Sürücü, aus Mangel an Beweisen frei. Die Staatsanwaltschaft legte beim Landgericht Berlin Revision gegen das Urteil ein, über die der 5. Strafsenat des Bundesgerichtshofes in Leipzig am 28. August 2007 verhandelte.
Das Urteil stieß auf geteilte Reaktionen in den Medien und der Fachöffentlichkeit. Politiker wie Cem Özdemir und der Orientalist Hans-Peter Raddatz kritisierten den Richterspruch als zu nachsichtig. Berlins Innensenator Körting begrüßte dagegen das Urteil als Ausdruck eines funktionierenden Rechtsstaats. Gleichwohl legte er der Familie Sürücü die Ausreise aus Deutschland nahe. Dagegen meinte der Generalsekretär der Türkischen Gemeinde zu Berlin, Celal Atac: „Als Außenstehende können wir nicht sehen, was sich in der Familie abspielte.“
Die Berliner CDU-Fraktion forderte eine Änderung des Strafrechts für jugendliche Straftäter, da eine Volljährigkeit auch eine volle Straffähigkeit voraussetze. Die SPD-Bundestagsfraktion forderte dagegen, Zwangsehen als besonders schwere Fälle von Nötigung ins Strafgesetzbuch aufzunehmen. Sibylle Schreiber von Terre des Femmes äußerte, das Urteil sei ein falsches Signal für Täter, und forderte ein Ende der Toleranz der Deutschen gegenüber den „Parallelgesellschaften“. Die türkischen Tageszeitungen Milliyet und Hürriyet distanzierten sich vom Urteil durch das Zitieren kritischer Äußerungen von türkischen Bürgern und durch eigene kritische Kommentare, in denen das Urteil als zu milde bewertet wurde.
Migrationspolitikerinnen wie Ekin Deligöz, stellvertretende Vorsitzende des Familienausschusses im Bundestag (Bündnis 90/Die Grünen) und Sidar Demirdögen, damalige Vorsitzende des Bundesverbands der Migrantinnen, warnten vor einer pauschalen Stimmungsmache gegen Ausländer. Weiterhin intensivierte sich die politische Debatte um den Weg einer besseren Förderung zur Integration von Migranten. Entgegen den Forderungen führender Politiker nach einer Verschärfung des Strafrechts und nach mehr Ausweisung setzte Deligöz auf „Kindergärten, möglichst früh und möglichst lange, Sprachkurse, in denen die Kinder auch Sozialverhalten lernen. Und ein islamischer Religionsunterricht, der nicht unkontrolliert den islamischen Vereinen überlassen wird.“ Bundesinnenminister Schäuble kündigte eine Erhöhung des Jahresbudgets von 140 Mio. Euro für Sprachkurse an, falls diese nicht ausreichten.
Am 4. Juli 2014 wurde Ayhan Sürücü unmittelbar nach seinem Haftende mit einem Flugzeug in die Türkei abgeschoben. Er habe nach Angaben der Berliner Ausländerbehörde während der Haftzeit keine „plausible Reue“ gezeigt, obwohl er in dieser Zeit eine Psychotherapie und eine dreijährige Lehre zum Tischler absolvieren konnte. Ayhan Sürücü habe dagegen „mit Deutschland abgeschlossen“, da ihm keinerlei Hafterleichterungen zugestanden worden seien. Er wohnt seitdem im Haus seines Bruders Mutlu in Istanbul-Ümraniye, wo er einen Köfte-Imbiss betreibt, den ihm sein Bruder Mutlu eingerichtet hat. Ein ehemaliger Mithäftling meinte: „In Deutschland kann er mit dem Namen nichts mehr anfangen.“ Anfang 2015 äußerte er auf seiner Facebook-Seite „Hasskommentare gegen Frauen und Deutschland“ und verspottete die Attentatsopfer der Redaktion von Charlie Hebdo; bald danach war diese Seite nicht mehr abrufbar.

### Revision
Am 28. August 2007 wurde das Urteil des Berliner Landgerichts, soweit die beiden älteren Brüder freigesprochen worden sind, vom 5. Strafsenat des Bundesgerichtshofes in Leipzig aufgehoben. Der BGH beanstandete die Beweiswürdigung als rechtsfehlerhaft. Das Landgericht sei bei der Bewertung der Belastungsindizien teilweise von falschen Anforderungen an seine Überzeugungsbildung ausgegangen. Das Landgericht habe seine Würdigung im Wesentlichen an den Angaben der früheren Freundin Ayhan Sürücüs als so genannter Zeugin vom Hörensagen ausgerichtet und dabei nicht ausreichend bedacht, dass deren Angaben durch Ayhan Sürücü selbst bestätigt worden sind, wenn er sie auch inhaltlich nicht mehr gelten lassen wollte. So sei die Erörterung der zentralen Frage, ob Ayhan Sürücü damals tatsächlich seiner Freundin, der er uneingeschränkt vertraute, die Unwahrheit erzählte, unvollständig geblieben. Nicht alle Umstände, die dem entgegenstehen könnten, seien vom Landgericht erörtert worden. Darüber hinaus weise die Beweiswürdigung Lücken auf, da beispielsweise eine SMS von Ayhan Sürücü an seinen Bruder Alpaslan wenige Minuten nach der Tat nicht berücksichtigt worden sei.
In der mündlichen Urteilsbegründung bemängelte der Vorsitzende eine „durchgreifende Schwäche“ des Urteils trotz des „Bemühens um Gründlichkeit“ bei einer „heiklen“ und „besonders komplizierten“ Beweislage.
Der Fall wurde an eine andere Strafkammer des Landgerichtes Berlin zur erneuten Verhandlung und Entscheidung zurückverwiesen. Seyran Ateş äußerte die Hoffnung, dass in der neuen Verhandlung mehr über die kulturellen Hintergründe der Tat bekannt werde. In seltener Einmütigkeit begrüßten sowohl Politiker aller parlamentarischen Parteien als auch Vertreter deutsch-türkischer Organisationen die Aufhebung des erstinstanzlichen Urteils.
Die beiden zunächst freigesprochenen, tatverdächtigen Brüder befanden sich zu dieser Zeit in der Türkei. Nur Mutlu Sürücü besaß die deutsche Staatsbürgerschaft. Um das neue Verfahren durchführen zu können, wurde ein internationaler Haftbefehl erwirkt. Im Fall Alpaslan Sürücü war es aufgrund seiner türkischen Staatsbürgerschaft nur möglich, das Verfahren an die Türkei abzugeben. Da die türkischen Behörden es ablehnten, Alpaslan und Mutlu Sürücü auszuliefern, stellte die Berliner Staatsanwaltschaft im Jahr 2008 das Verfahren ein.
Naslan Sürücü, der Gattin von Alpaslan Sürücü, wurde von der Staatsanwaltschaft eine Falschaussage im Mordprozess vorgeworfen. Sie habe ihrem Mann ein falsches Alibi verschafft. Wegen seines Aufenthalts in der Türkei und da dort bisher kein Prozess gegen ihn eröffnet worden ist, konnte der Vorwurf jedoch nicht verhandelt werden. Mittlerweile ist sie von ihm geschieden und möchte auch nicht zu ihm ziehen.

### Erster Prozess in der Türkei
Im Juli 2013, acht Jahre nach dem Mord, leiteten die türkischen Behörden offiziell Ermittlungen gegen die beiden in der Türkei wohnhaften Tatverdächtigen Alpaslan und Mutlu Sürücü ein. Ende Juli 2015 wurde bekannt, dass zwei von Sürücüs Brüdern in der Türkei wegen Mordes angeklagt wurden. Bereits am 10. März 2015 habe die Generalstaatsanwaltschaft Istanbul Anklage vor der 10. Kammer des Schwurgerichts Istanbul erhoben. Die Berliner Justiz hatte den türkischen Behörden alle Unterlagen zum Fall zur Verfügung gestellt. Im Januar 2016 wurden beide Brüder in Istanbul vor Gericht gestellt. Sie wurden beschuldigt, den jüngsten Bruder mit der Tötung Sürücüs beauftragt und die Tatwaffe besorgt zu haben. Mutlu Sürücü beschimpfte während des Prozessauftakts die Medien und sprach von einer Verschwörung: „Ihr elenden Hunde! Durch eure Unruhestifterei sind unsere Freisprüche aufgehoben worden.“
Unter den Prozessbeobachtern befanden sich der Sürücü-Biograph Jo Goll und die deutsche Anwältin Seyran Ateş. Sie kritisierte die Verhandlungsführung der Richter nach dem ersten Verhandlungstag als voreingenommen, da diese zu nachsichtig gegenüber den Angeklagten gewesen seien. Laut Goll werden nach einer statistischen Erhebung aus dem Jahr 2014 jede Woche in der Türkei durchschnittlich sechs Frauen von ihren Familien oder ihrem Ehemann getötet. Erneut hänge der weitere Verlauf des Prozesses vom Erscheinen der Hauptzeugin Melek A. ab, die bereits durch das erste Verfahren hochgradig traumatisiert sei. Sie trug damals „eine kugelsichere Weste, denn sie wurde von der gesamten Sürücü-Familie massiv angefeindet und bedroht“. Noch während sich das Gericht um eine Vorladung der Hauptzeugin bemühte, gab es Mitte Februar 2017 einem Antrag der Verteidigung statt, die zuvor verhängte Ausreisesperre gegen die beiden Brüder wieder aufzuheben.
Nachdem die Hauptzeugin nicht mehr vor Gericht erschienen war, wurden beide Angeklagten aus Mangel an Beweisen im Mai 2017 in Istanbul freigesprochen. Der Istanbuler Prozess wurde „als eine schlechte Kopie des Berliner Verfahrens“ kritisiert. Seyran Ateş warf dem Istanbuler Gericht überdies vor, ein „politisches Urteil“ gefällt zu haben. Die rechtsstaatliche Beweisaufnahme sei nach deutschen Standards sehr mangelhaft ausgefallen. Die damalige Berliner Frauensenatorin Dilek Kolat (SPD) äußerte sich „sehr enttäuscht“ über das Urteil, da sie die beiden Brüder „für die eigentlichen Schuldigen“ hält. Staatsanwalt Eyüp Kara hatte im Juli 2017 Beschwerde gegen das Urteil eingelegt und forderte einen neuen Prozess in der Türkei.

### Zweiter Prozess in der Türkei
Am 22. Februar 2018 wurde bekannt, dass ein Berufungsgericht in Istanbul aufgrund einer Beschwerde des türkischen Familienministeriums entschieden hatte, den Prozess gegen die Sürücü-Brüder wieder zu eröffnen. Das Familienministerium wurde nicht über den Beginn des Istanbuler Prozesses informiert. Nach türkischem Gesetz hätte jedoch ein Vertreter daran teilnehmen müssen. Der erste Gerichtstermin wurde noch nicht bekannt gegeben.

## Auswirkungen
Der Mord an Hatun Sürücü löste eine breite politische und gesellschaftliche Debatte über die gesellschaftlichen Umstände aus, die zu ihrer Ermordung führten. Der Türkische Bund Berlin-Brandenburg stellte aus Anlass des Mordes sowie der daraufhin entbrannten öffentlichen Diskussion am 4. März 2005 einen Zehn-Punkte-Plan Zur Bekämpfung der Intoleranz gegenüber Frauen vor. Darin fordert der Verband u. a. eine „strikte Strafverfolgung der Zwangsverheiratung“ und ein „öffentliches und aktives Bekenntnis aller türkischen und islamischen Organisationen zum Selbstbestimmungsrecht der Frauen“.
Ein Jahr nach der Ermordung Sürücüs betonten durchweg alle deutschen und türkischen Vertreter von Organisationen, die näher mit ihrem Tod und seinen gesellschaftlichen Hintergründen beschäftigt waren, dass zwischenzeitlich ein langsames Umdenken auf deutscher wie auf türkisch-kurdischer Seite eingesetzt habe. Dies sei zwar nur ein Anfang, nach vierzig Jahren türkisch-kurdischer Migration nach Deutschland aber eine dennoch hoffnungsvolle Perspektive.
Unter Berufung auch auf ihre Ermordung gibt es seit 2006 in Berlin von der 7. bis zur 10. Klasse einen verpflichtenden Ethikunterricht. Eine kirchliche Initiative („Pro Reli“) wollte 2009 diese Regelung zugunsten eines Wahlpflichtfachs Religion/Ethik ab der 1. Klasse abschaffen. Der Volksentscheid blieb erfolglos.
Der damalige Integrationsbeauftragte des Berliner Senats, Günter Piening, äußerte im Februar 2007, dass seit dem Mord an Hatun Sürücü junge türkische und kurdische Frauen vermehrt staatliche Beratungsangebote aufsuchten. Das anwachsende Interesse an Beratung steht allerdings im Gegensatz zu den zunehmenden Einsparungen zu Lasten dieser Frauenprojekte. Vertreter des Türkischen Bundes Berlin-Brandenburg (TBB) gehen in die Schulen, diskutieren mit Schülern und behandeln in Foren Themen wie Ehre, Geschlechterrollen und Tradition.
Die Türkisch-Islamische Union der Anstalt für Religion (DITIB) erklärte, dass ihre Imame in den Predigten der Freitagsgebete sensibler über die Rechte der Frauen sprächen. Es wurden Fachtagungen über Gewalt und häusliche Gewalt veranstaltet und mittlerweile gebe es auch 13 muslimische Predigerinnen.
Eine weitere Folge der Ermordung Hatun Sürücüs war die Gründung der (inzwischen aufgelösten) Frauenhilfsorganisation „Hatun und Can e. V.“ für gewaltbedrohte Frauen aller Nationalitäten. Es sollte betroffenen Frauen schnell, unbürokratisch und finanziell in Krisen geholfen werden, wie etwa bei einem Wegzug von Berlin. Die Frauenrechtlerin und Anwältin Seyran Ateş äußerte sich zunächst positiv zu dieser Initiative: „Ich verneige mich vor diesen jungen Frauen. Was sie tun, ist fantastisch. […] Diese Zivilcourage und Hilfe ist genau das, was gebraucht wird, und was ich mir von türkischen Verbänden gewünscht hätte.“ Der Türkische Bund Berlin-Brandenburg (TBB) beschloss im April 2007, den Nothilfe-Verein „Hatun und Can e. V.“ personell, finanziell und organisatorisch zu unterstützen.
Im März 2010 wurde der Vereinsgründer festgenommen und wurde von der Staatsanwaltschaft Berlin wegen betrügerischen Vorgehens angeklagt. Im September 2011 wurde er in erster Instanz wegen Spendenbetrugs zu einer Haftstrafe von vier Jahren und zehn Monaten verurteilt. Das Landgericht Berlin sah es als erwiesen an, dass er mit falschen Behauptungen Spendengelder in Höhe von rund 700.000 Euro erschlichen und für eigene Zwecke verwendet hat. Der Verein habe lediglich als Konstrukt gedient, um Spenden zu kassieren. Die Polizei konnte 360.000 Euro und einen 60.000 Euro teuren PKW sicherstellen, jedoch ist der Verbleib des restlichen Geldes nicht geklärt. Zwischen den Spendeneinnahmen und den ermittelten Ausgaben bestünde eine Deckungslücke und der Angeklagte habe von den Spendengeldern gut gelebt. Das Gericht war überzeugt, dass nur wenige Frauen tatsächlich finanzielle Hilfe oder anderweitige Unterstützung erhalten haben.
Die Ermordung Sürücüs war auch Anlass für die Kampagne ihre Freiheit – meine Ehre des Landes Nordrhein-Westfalen und migrantischer Organisationen ab November 2006, bei der junge Türken und Kurden für die Freiheit ihrer Schwestern eintreten.
Im Jahr 2010 wurde die Frage der Umbenennung einer Berliner Straße in Erinnerung an Hatun Sürücü kontrovers diskutiert. Verbände wie Terre des Femmes und der damalige Berliner Integrationsbeauftragte Günter Piening unterstützten diese Forderung. Am 2. Mai 2013 stimmte der Kulturausschuss Tempelhof-Schöneberg mehrheitlich für einen Antrag der CDU, eine Brücke vom Tatort Oberlandstraße zum Tempelhofer Feld nach Hatun Sürücü zu benennen. Sie solle damit für ihren „Mut und Verantwortung“ gewürdigt werden. Die Brücke sollte „ab etwa 2016“ gebaut werden. Doch wegen des erfolgreichen Volksentscheids gegen die Bebauung des Tempelhofer Feldes am 25. Mai 2014 wurde das Bauvorhaben eingestellt.
Für das Filmdrama Die Fremde aus dem Jahr 2010, das über einen „Ehrenmord“ an einer jungen Mutter handelt, hatte sich die Regisseurin Feo Aladag an mehreren Kriminalfällen orientiert, darunter auch an dem Fall der Sürücü-Familie.
Vom 26. Januar bis zum 7. Februar 2013 veranstaltete der Berliner Fußball-Club Türkiyemspor Berlin auf Initiative von Giovanna Krüger und Murat Dogan die „Hatun-Sürücü-Tage“ mit einem Fußballturnier aller Kreuzberger Frauenteams und einer Podiumsdiskussion zu Frauenrollen. 2015 organisierte die Frauen- und Mädchenabteilung von Türkiyemspor Berlin zum dritten Mal das Fußballturnier in Erinnerung an Hatun Sürücü. In einer Veranstaltung wurden selbst entwickelte Rollenspiele über den Themenbereich „Familie, Ehre und Vorurteile“ dargestellt.
Das 2007 ins Leben gerufene Neuköllner Anti-Gewalt-Projekt Heroes beteiligt sich jedes Jahr, an der alljährlichen Gedenkwache am 7. Februar am Tatort, im Jahr 2013 war es neben dem damaligen Innensenator Frank Henkel, der im Anschluss daran die Heroes in ihrer Projektstelle besuchte. Im Jahr 2015 nahmen sie erneut Anteil mit einer Kranzniederlegung und beteiligten sich an einer Veranstaltung im Rathaus Schöneberg. Dort präsentierten sie Rollenspiele, „mit denen sie Jugendliche an Berliner Schulen zum Nachdenken über überholte Rollenmuster auffordern.“
Die Berliner Landtagsfraktion Bündnis 90/Die Grünen vergibt seit 2013 jährlich einen Ehrenpreis, den Hatun-Sürücü-Preis, an Projekte und Initiativen, welche die „Selbständigkeit von Mädchen und jungen Frauen in besonderer Weise unterstützen“.
Auf der Gedenkveranstaltung 2015 zum 10. Jahrestag von Sürücüs Ermordung sprach unter anderem Dilek Kolat, die damalige Berliner Senatorin für Arbeit, Frauen und Integration, bei der sie schärfere Gesetze gegen Zwangsverheiratungen forderte. Außerdem rief sie die islamischen Verbände dazu auf, keine frauenfeindlichen Prediger mehr zu tolerieren.
Im Februar 2018 wählte der Verkehrssenat der Stadt Berlin ihren Namen für eine neue Autobahnbrücke zur Sonnenallee nahe am Hotel Estrel aus mehreren Bezirksvorschlägen aus. Nach Angabe von Jörg Steinert (LGBT) waren die anderen Vorschläge Sackgassen in Industriegebieten. Die Berliner Grünen-Abgeordnete Susanna Kahlefeld lehnte diese Wahl als „wahnsinnig trist, traurig, gefühllos“ ab. Demgegenüber unterstützte die damalige Neuköllner Bezirksbürgermeisterin Franziska Giffey (SPD) die Ortswahl. Ende Februar 2019 wurde die Brücke mit zugleich drei weiteren Neuköllner Brücken ohne feierliche Namensgebung dem Verkehr übergeben.
Die Bezirksbürgermeisterin Angelika Schöttler (SPD) und der Vorsteher der Bezirksverordnetenversammlung von Tempelhof-Schöneberg, Stefan Böltes (SPD), machten anlässlich der jährlichen Kranzniederlegung im Februar 2019 darauf aufmerksam, dass der Bezirk mit einem Schreiben an die Lehrer „auf die Problematik von Zwangsverheiratung während der Sommerferien aufmerksam“ machen möchte. Nach Ermittlungen des Berliner Arbeitskreises gegen Zwangsverheiratung sind 2017 insgesamt 570 Fälle von versuchter oder erfolgter Zwangsverheiratung in Berlin bekannt geworden.
Das Leben von Hatun Sürücü wurde 2018 im Doku-Drama Nur eine Frau von der Regisseurin Sherry Hormann verfilmt. Als Vorlage für das Drehbuch diente das Buch Ehrenmord – Ein deutsches Schicksal von Jo Goll und Matthias Deiß (2011). Das Filmdrama hatte seine Kinopremiere auf der Berlinale 2019. Die Erstausstrahlung im Fernsehen erfolgte am 29. Januar 2020, eine Woche vor dem 15. Jahrestag von Sürücüs Ermordung.
Am 15. Jahrestag ihrer Ermordung (2020) forderten Vertreterinnen von Hilfsprojekten für Mädchen und Frauen mehr finanzielle Unterstützung. Alle entsprechenden Beratungsstellen und Schutzeinrichtungen leiden unter permanenter Unterfinanzierung. Deswegen müssten viele Mädchen wieder zurück zur gewalttätigen Familie gehen.

## Gedenkorte

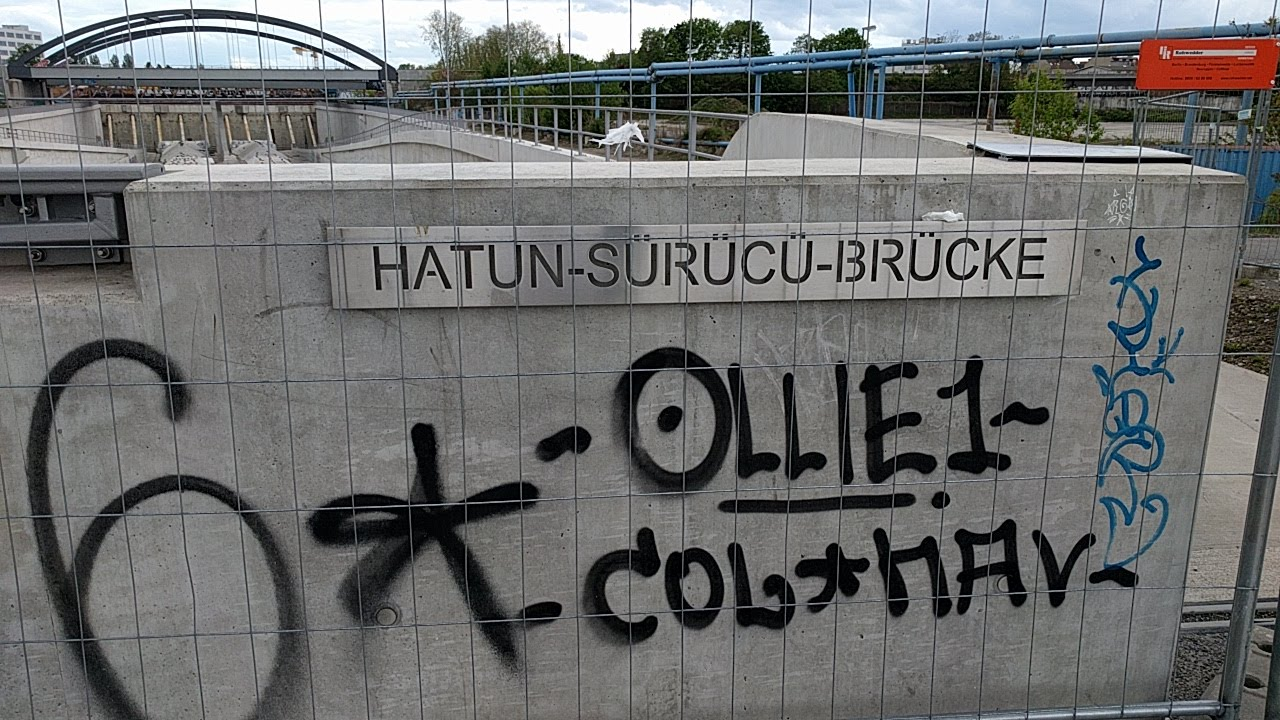
Hatun-Sürücü-Brücke im Jahre 2020

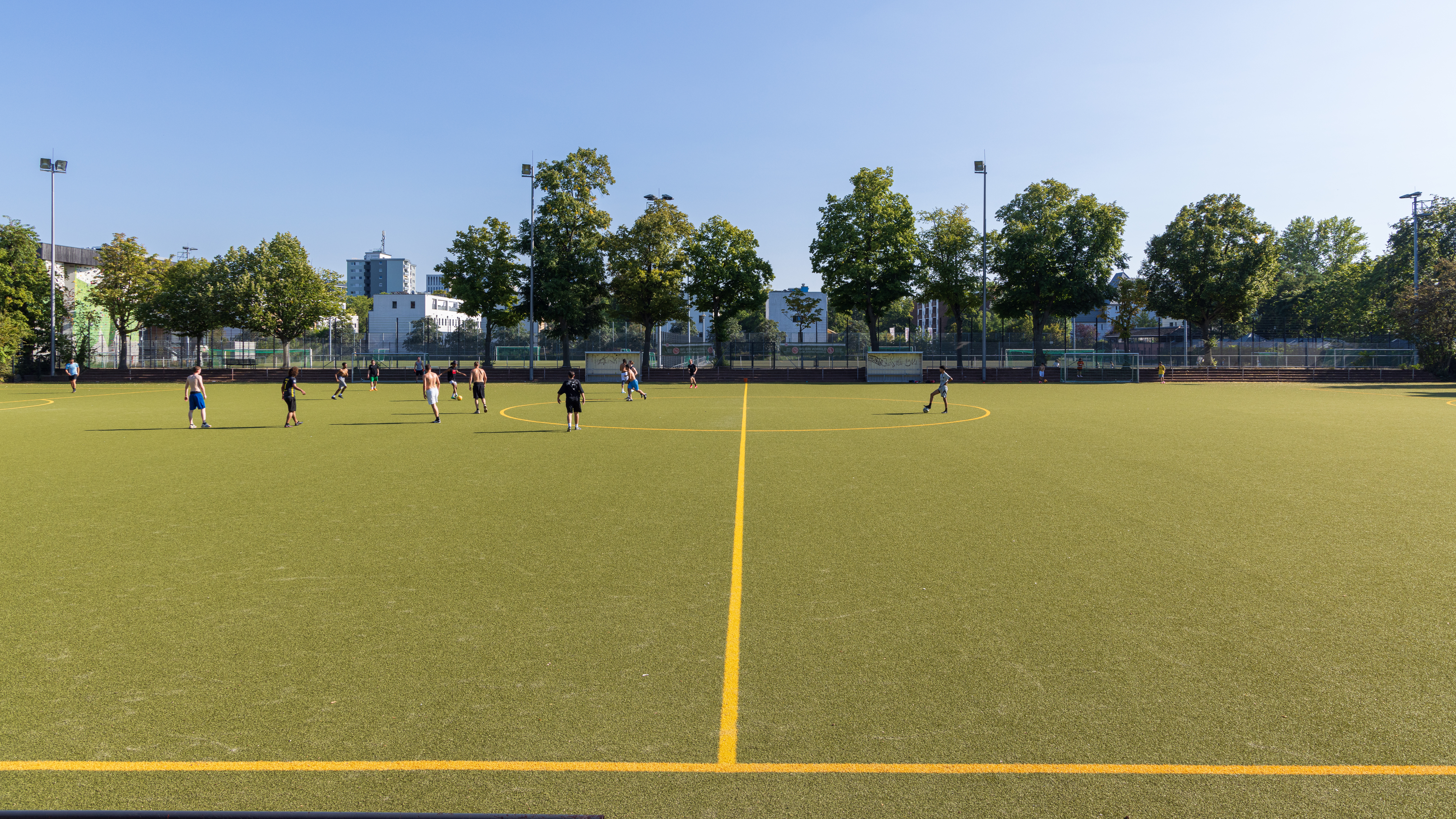
Der Hatun-Sürücu-Platz in Moabit

- Grabstein auf dem Landschaftsfriedhof Berlin (Gatow)
- Gedenkstein in der Oberlandstraße Ecke Oberlandgarten mit einer Gedenktafel (siehe oben Abschnitt Gedenkstein).
- Hatun-Sürücü-Brücke in Berlin (Neukölln), Sonnenallee, Brücke über die Autobahn A 100, benannt zum 13. Todestag am 7. Februar 2018 (siehe oben Abschnitt Auswirkungen).
- Hatun-Sürücu-Platz als Nebenplatz des im Stadtteil Moabit gelegenen Poststadions, auf dem der SC Union 06 Berlin Fußballspiele austrägt.

## Rezeption in den Medien

### Filme
- „Sie hat sich benommen wie eine Deutsche.“ (Memento vom 25. Juni 2008 im Internet Archive). Dokumentation, Buch und Regie: Gert Monheim, Produktion: WDR, Erstausstrahlung: 14. September 2005, 10:00–10:45 h
- „Mein Vater will mich umbringen“ – Frauen auf der Flucht vor Ehrenmorden. (Memento vom 4. März 2016 im Internet Archive). Dokumentation, 53 Min., Buch und Regie: Valentin Thurn und Kadriye Acar, Produktion: arte, Erstausstrahlung: 2. August 2005, 20:40–21:35 h
- Mord im Namen der Ehre? Der Tod von Hatun Sürücü (Memento vom 15. Februar 2015 im Internet Archive). Produktion: Stern TV & RTL, Mittwoch, 7. Dezember 2005, 22:15–22:45 h
- Ehrenmord – Verfolgte Töchter, verlorene Söhne 1, 2, 3, 4, 5. Dokumentarfilm, Buch und Regie: Susanne Babila, Produktion: SWR, Montag, Erstausstrahlung: 6. Februar 2006, 22.30–23:15 h
- Gülsah S. über den „Ehrenmord“. „Ihr Bruder hat sie sexuell belästigt.“ Dokumentarfilm, Produktion: Stern TV & RTL, Erstsendung: Mittwoch, 19. April 2006, 22:15–22:45 h
- Crime: Berlin. Dokumentarfilm, USA, Deutschland, 2006, 48 Min., Regie: Jeremy Xido, Produktion: Cabula6, Reihe: Crime Europe, online, Besprechung:[120].
- Zwei Jahre nach dem Mord: Gedenken an Hatun Sürücü. Fernseh-Reportage, 7. Februar 2007, Produktion: Spiegel TV, 2:00 Min.
- Gedenken zum Todestag von Hatun Sürücü. Fernseh-Reportage, Redaktion: Berliner Abendschau, Produktion: rbb, 7. Februar 2007, 2:45 Min.
- Die Fremde. Spielfilm, Deutschland 2010, 119 Min. Buch und Regie: Feo Aladag. 
 Zu ihrer Orientierung recherchierte Aladag bekannte Ehrenmord-Fälle, unter anderem den von Hatun Sürücü, welcher der Handlung des Films stark ähnelt. Der Film erhielt den Deutschen Filmpreis 2010 für Sibel Kekilli als Beste Hauptdarstellerin und den Filmpreis in Bronze für den Film. Er war der deutsche Beitrag für den Oscar in der Kategorie des besten nicht englischsprachigen Film 2011 und erhielt zahlreiche internationale Auszeichnungen.
- Verlorene Ehre – Der Irrweg der Familie Sürücü. Dokumentation, Deutschland, 2011, 44 Min., Buch und Regie: Matthias Deiß und Jo Goll, Produktion: RBB, WDR, Erstsendung: ARD, 27. Juli 2011.
- Ehrenmord – 10. Todestag von Hatun Sürücü am 7. Februar. Fernseh-Reportage, Deutschland, 2015, 3:41 Min., Buch und Regie: Matthias Deiß und Jo Goll, Produktion: rbb, Redaktion: Abendschau, Erstsendung: 4. Februar 2015.
- Gedenken an Hatun Sürücü in Berlin. Reportage, Deutschland, 2015, 4 Min., Buch und Regie: Jana Demnitz, Produktion: Tagesspiegel, Erstsendung: 8. Februar 2015, online-Video.
- Nur eine Frau. Spielfilm, Deutschland, 2018, 90 Min., Buch: Florian Oeller, Regie: Sherry Hormann, Musik: Fabian Römer, Produktion: Vincent TV / Sandra Maischberger, Filmpremiere: 9. Februar 2019 bei den Internationalen Filmfestspielen Berlin 2019, deutscher Kinostart: 9. Mai 2019, Erstsendung: 29. Januar 2020 in Das Erste.[121] Nur eine Frau / A Regular Woman. (Memento vom 27. März 2019 im Internet Archive). In: Internationale Filmfestspiele Berlin 2019, mit Almila Bagriacik als Hatun Sürücü.

### Radio-Beiträge
- Zwischen Ehre und Scham. Die Geschichte einer schrecklich bösen Familie. Feature von Stefan Berkholz, Produktion: SWR, Erstausstrahlung: 12. April 2007, Länge: 57 min., Inhaltsangabe, (Memento vom 29. September 2007 im Internet Archive) des SWR, Manuskript (Memento vom 29. September 2007 im Internet Archive), (herunterladbare RTF-Datei, 28 S., 143 kB)
- Gesicht verloren. Hörspiel, Regie: Barbara Kenneweg, Produktion: RBB, Ursendung: 4. März 2011, 22.05 Uhr, Länge: 54 Min., Text.

### Drama
- Wegen der Ehre – Namus icin. Uraufführung in Deutsch: 11. Dezember 2005, in Türkisch: 20. März 2006, Buch: Sema Meray, Regie: Till Rickelt, Inszenierung: Freies Werkstatt Theater Köln, Inhaltsangabe, (Memento vom 7. November 2007 im Internet Archive), Rezension.